# 穴水熊雄
穴水 熊雄（あなみず くまお、1880年6月15日 - 1958年2月18日）は、日本の明治・大正・昭和期に活躍した実業家・財閥家。甲州財閥の主要人物の一人で、大日本電力（現・北海道電力の前身の一つ）の社長をつとめた他、京王電気軌道（現・京王電鉄）など、経営した企業は約20社に及ぶ。
蛇の目ミシン工業監査役をつとめた穴水勝彦は長男、東京急行電鉄取締役・相模鉄道社長・会長をつとめた穴水清彦は次男である。

## 来歴
山梨県生まれ。輿水家に生まれる。旧制・甲府中学校（現・山梨県立甲府第一高等学校）を卒業し、1906年（明治39年）穴水ゆき の入夫となり家督を相続した。
北海道電灯（大日本電力の前身）専務に就任。1929年、社長の同族穴水要七が死去し、大日本電力の社長に就任。企業買収を積極的に進めて、地盤の北海道から東北地方に配電網を拡大した。1937年には、東京府下で電灯電力供給事業を営む京王電気軌道（現・京王電鉄）に資本参加。同社社長を兼任し、悲願の関東進出を果たした他、同窓の早川徳次が経営する東京地下鉄道（現在の東京地下鉄銀座線の一部）にも出資した。
しかし、当時の近衛文麿政権が、軍部に靡いて戦時の統制経済に移行させたことに伴い、穴水の電力事業が国家に強制移管され、多年苦労して育て上げた穴水の事業の殆どは、一夜にして国家に奪われ失うことになった。そのような状況下、逆に政府の統制経済政策を利用して事業拡大を目論む東京横浜電鉄（後の東京急行電鉄）社長の五島慶太に、東京地下鉄道の持株を譲渡したのに続き、経営していた京王電気軌道の持株も譲渡し、大東急の形成に重要な役割を果たした。
1944年、京王電気軌道の東京急行電鉄への合併に伴い、社長を退任。持株の譲渡を通じて五島の事業に貢献したため、五島はその恩を重んじ、東急取締役への就任を要請したが、これを断り、五島は穴水の次男清彦を取締役に就任させた。その後、穴水は事業の一線からは引退し、1958年死去した。なお、次男清彦は、戦後、東急から独立した相模鉄道に移籍して、同社の社長・会長や横浜商工会議所会頭などをつとめ活躍した。
なお、穴水の墓所は多磨霊園にある。